# Consiglio di Stato (Turchia)
Il Consiglio di Stato (in turco: Danıştay) è la massima corte amministrativa della Turchia e le sue funzioni sono descritte dall'articolo 155 della Costituzione.

## Storia
Il Consiglio di Stato deriva dal Consiglio supremo per la regolamentazione giudiziaria istituito nell'Impero ottomano da Maometto II. Sulla scia delle riforme portate avanti da Napoleone III nell'Impero francese, l'ambasciatore francese ad Istanbul, Nicolas Prosper Bourée, propose al governo ottomano di attuare delle riforme di stampo liberale suggerendo la formazione di un Consiglio di Stato simile a quello costituito in Francia.
Tale organo fu istituito nel 1868, venendo poi abolito il 4 ottobre 1922 e sostituito da un'apposita commissione della Grande Assemblea Nazionale Turca. Il Consiglio fu reistituito il 23 ottobre 1925, anche se i suoi membri non furono eletti prima del 23 giugno 1927.
Con la costituzione del 1982 sono previste 15 divisioni, 14 delle quali sono divisioni giudiziarie e una  divisione consultiva. In ogni Divisione sono presenti almeno 5 membri compreso il Capo Divisione.  Le sentenze sono pronunciate a maggioranza assoluta.
L'assemblea plenaria è composta da 156 membri.